# Helicostylis tomentosa
Helicostylis tomentosa là một loài thực vật thuộc họ Moraceae. Loài này có ở Brasil, Colombia, Guyane thuộc Pháp, Guyana, Peru, và Suriname.

## Hình ảnh

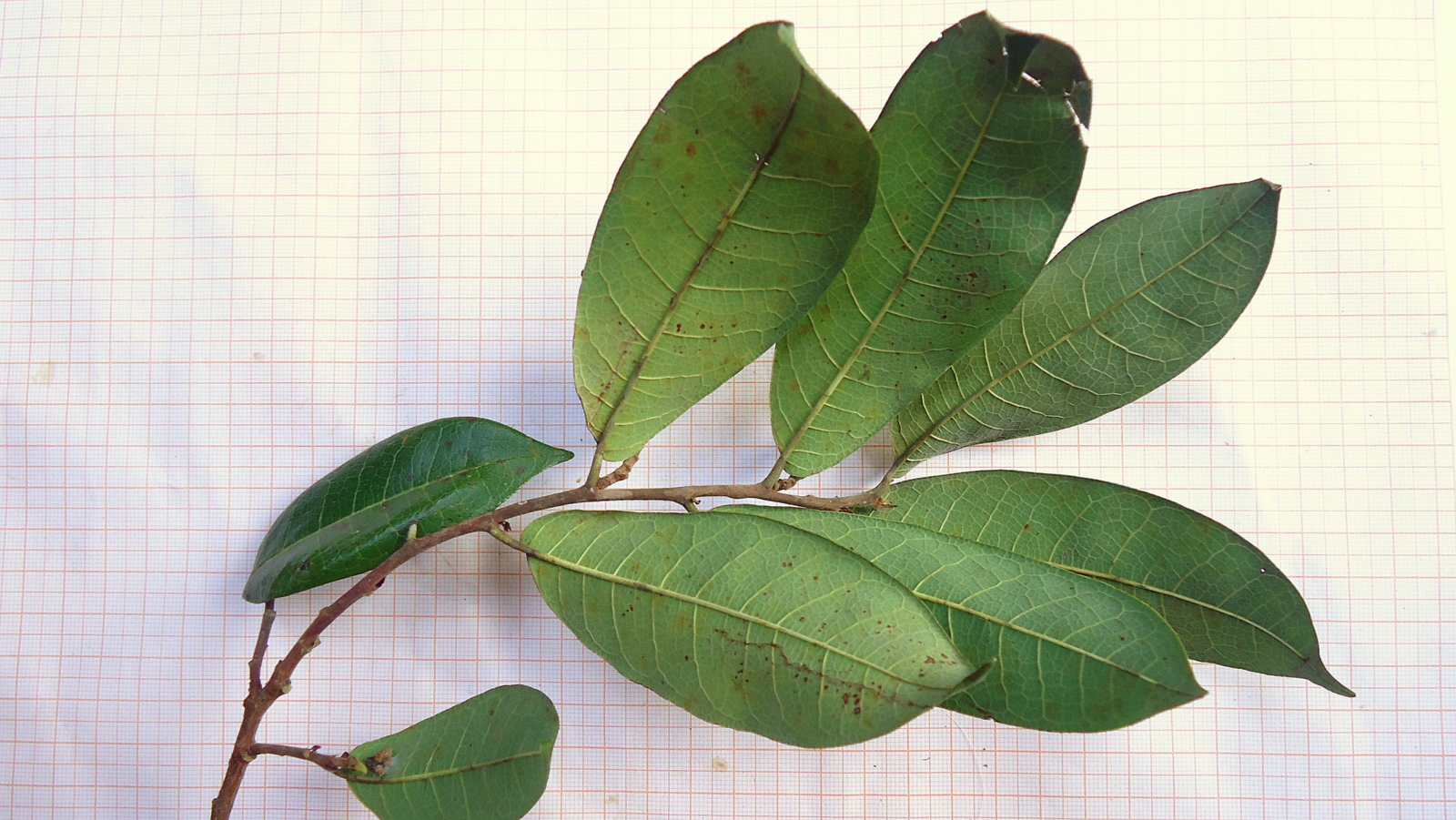